# Ravenhill Stadium
Ravenhill Stadium è un impianto di rugby a 15 di Belfast, capitale dell'Irlanda del Nord.
Nato nel 1923 come terreno interno della formazione provinciale dell'Ulster, ivi tuttora residente, si è alternato fino agli anni cinquanta del XX secolo con Lansdowne Road come stadio di casa della nazionale dell'Irlanda, prima che la struttura dublinese venisse scelta in via esclusiva.
Capace di circa 18 000 posti, la metà dei quali a sedere, ha ospitato gare di due edizioni della Coppa del Mondo maschile nel 1991 e nel 1999, nonché la finale della Coppa del Mondo di rugby femminile 2017.
Dal 2014, a seguito di un accordo di naming decennale stipulato con l'impresa di materiali da costruzione Kingspan Group, l'impianto ha il nome commerciale di Kingspan Stadium.

## Storia
Poco dopo la nascita dello Stato Libero d'Irlanda e dell'Irlanda del Nord, la federazione dell'Ulster acquistò un terreno di circa 10 acri e mezzo (~42000 m²) nella periferia di Belfast per realizzarvi un impianto di proprietà.
Lo stadio fu inaugurato nel 1923 e ospitò i suoi primi incontri internazionali nel 1924, quando l'Irlanda, nel Cinque Nazioni di quell'anno, ivi accolse l'Inghilterra.
Nell'impianto figura un arco marmoreo alto circa 4 metri, che un tempo fungeva da ingresso, eretto dalla federazione rugbistica irlandese a memoria dei giocatori che servirono nelle due guerre nelle file dell'Esercito britannico.
Durante la guerra Ravenhill, unico terreno di gioco in tutto il Regno Unito dove ciò avvenne, fu teatro di incontri tra selezioni dello Stato Libero d'Irlanda (neutrale) e rappresentative di nordirlandesi appartenenti all'Esercito britannico; fin dalla fondazione Ravenhill si era alternato con il dublinese Lansdowne Road nell'ospitare gli incontri interni dell'Irlanda nell'Home Championship e successivamente nel Cinque Nazioni; tuttavia, la federazione calcolò in circa 3000 £ la perdita per ogni incontro disputato a Belfast piuttosto che a Dublino, quindi investì nella ristrutturazione di Lansdowne Road e, nel 1955, vi si trasferì in maniera definitiva.
L'Irlanda disputò il suo ultimo incontro a Ravenhill nel 1954 e solo 53 anni dopo, nel 2007, vi tornò, in occasione di un'amichevole contro l'Italia.
Tra gli appuntamenti fissi ospitati a Ravenhill, a parte gli incontri della selezione provinciale dell'Ulster nel campionato interprovinciale irlandese tra il 1946 e il 2002 e quelli in Pro14 da allora, figurano la finale del trofeo scolastico dell'Ulster (in inglese Ulster Schools Cup), che tradizionalmente si disputa nel giorno di san Patrizio, il 17 marzo, e quello delle città dell'Ulster (in inglese Ulster Towns Cup), che vede il suo ultimo atto nel Lunedì di Pasqua.

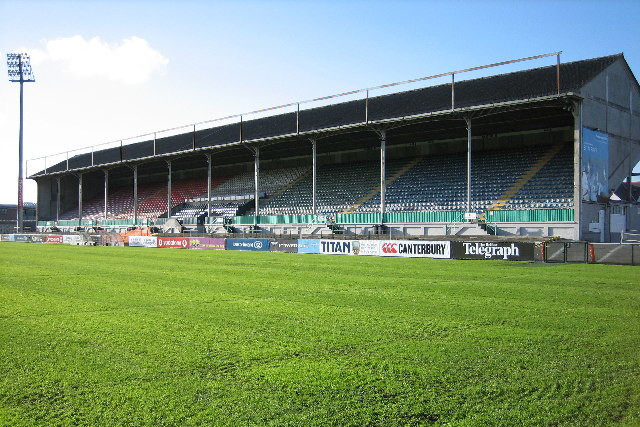
La tribuna principale prima della ristrutturazione del 2012-14

Nel 1991 Belfast fu tra le città che offrirono sostegno logistico all'organizzazione della Coppa del Mondo di quell'anno, formalmente assegnata all'Inghilterra: in tale occasione vide ivi disputato il suo primo incontro internazionale dal 1954, Giappone — Zimbabwe della fase a gironi; ancora, 8 anni più tardi, fornì agli organizzatori gallesi della Coppa del Mondo 2007 lo stadio di Ravenhill per un incontro, ancora nella fase a gironi, tra Australia e Romania.
Tra il 2008 e il 2009 lo stadio andò incontro a un'importante ristrutturazione: la vecchia tribuna principale, chiamata Grand Stand, fu quasi completamente ricostruita: fu infatti dotata di un tetto nuovo, 20 corporate box di 14 posti ciascuno per clienti istituzionali, più classi di posti per sottoscrittori e per partner commerciali.
Furono anche rinnovati i servizi bar e aggiunto un servizio ristorazione con un'ampia sala con vista sul terreno da gioco.
Il costo dei lavori ammontò a circa 4 milioni e mezzo di sterline, e all'inaugurazione della rinnovata struttura presenziò l'allora premier nordirlandese Peter Robinson.
Nel 2011 furono stanziati, da parte del ministero dello sport nordirlandese, fondi per l'ampliamento delle strutture sportive della regione; nell'area di Belfast, oltre a Windsor Park, stadio di calcio, e Casement Park, destinato agli sport gaelici, anche Ravenhill fu interessato dal progetto di ristrutturazione con una dotazione di circa 15 milioni di sterline da utilizzare per l'adeguamento degli altri tre ordini di posti non interessati dai lavori di due anni prima nonché l'aumento della capienza da circa 12 000 a 18 000 spettatori.
Il 5 giugno 2014 fu annunciata dall'Ulster Branch della federazione rugbistica irlandese la stipula di un contratto di naming con la compagnia di materiali per l'edilizia Kingspan della durata di 10 anni, in seguito al quale lo stadio assume il nome commerciale di Kingspan Stadium in occasione degli eventi di club sotto la giurisdizione della federazione irlandese.
Il primo appuntamento di rilievo con il nuovo nome fu la finale del Pro12 2014-15 tra gli irlandesi del Munster e gli scozzesi del Glasgow Warriors, vinta da questi ultimi per 31-13; si trattò della prima volta che Belfast ospitò l'ultimo atto del torneo celtico.
Due anni più tardi Ravenhill ospitò alcune partite della fase a play-off, compresa la finale, della Coppa del Mondo di rugby femminile 2017: la gara per il titolo, vinta dalle giocatrici della Nuova Zelanda per 41 a 33 sull'Inghilterra, si tenne davanti a 17 115 spettatori paganti.

## Incontri di rilievo
| Arbitro: | René Hourquet |

|                                                                                                 |      |                        |
| Horikoshi 22’ Yoshida 30’, 58’ Lauaiufi 40’ Masuho 52’, 64’ Hosokawa 70’ Kutsuki 78’ Matsuo 80’ | mt   | 10’ Tsimba 45’ Nguruve |
| Hosokawa 30’, 52’, 58’, 70’, 80’                                                                | tr   |                        |
| Hosokawa 4’, 37’                                                                                | c.p. |                        |

| Arbitro: | Paul Honiss |

|                                                                                |      |                    |
| Horan 2’ Kefu 7’, 25’, 78’ J. Little 41’ Roff 43’, 49’ Paul 65’ M.C. Burke 67’ | mt   |                    |
| Eales 7’ M.C. Burke 25’, 43’, 65’, 68’, 79’                                    | tr   |                    |
|                                                                                | c.p. | Mitu 13’, 71’, 74’ |

| Arbitro: | Joy Neville |

|                                              |      |                                                             |
| tecnica 25’ Thompson 32’, 55’ Noel-Smith 77’ | mt   | 8’, 69’ Winiata 39’, 45’, 58’ Natua 53’ Smith 63’ Cocksedge |
| Scarratt 32’, 77’                            | tr   | 46’, 54’, 58’ Cocksedge                                     |
| Scarratt 15’, 51’                            | c.p. |                                                             |